# Нью-Йоркский фигуративный экспрессионизм
Нью-йоркский фигуративный экспрессионизм — движение изобразительных искусств и ветвь американского фигуративного экспрессионизма. Хотя движение зародилось в 1930-х годах, оно не было формально классифицировано как «фигуративный экспрессионизм», пока этот термин не возник в качестве противопоставления нью-йоркскому послевоенному движению, известному как абстрактный экспрессионизм.
Куратор Клаус Кертесс из Музея современного искусства Детройта (MOCAD) заметил, что «накануне очищения абстракции от фигуративизма и его подъёма на всеохватывающую известность, фигура стала приобретать новую и мощную силу» и что «в конце сороковых и начале пятидесятых» фигуративизм ассоциировался с консерватизмом, которого стремились избежать абстракционисты. Их ответ был защитным и «склонным размывать различия между фигуративными художниками и преувеличивать разницу между фигуративным и нефигуративным. Лишь в конце шестидесятых и начале семидесятых годов фигуре было разрешено вернуться из ссылки и даже претендовать на центральное место». Но это было верно не для всех абстрактных экспрессионистов. Например, Виллем де Кунинг (1904—1997) и Джексон Поллок (1912—1956) начали включать фигуративные элементы гораздо раньше. Они, наряду с абстрактным экспрессионистом Конрадом Марка-Релли (1913—2000), среди прочих, опирались на фигуру как основу для расширения своих в целом абстрактных полотен.
Среди ранних нью-йоркских фигуративных экспрессионистов были Макс Вебер (1881—1961) и Марсден Хартли (1877—1943), известные своей работой с мифами и духовностью. Другие ранними приверженцами были Милтон Эвери (1885—1965) и Эдвин Дикинсон (1891—1978).

## Фигуративное искусство во времена абстрактного экспрессионизма: 1950-е
Некоторые нью-йоркские экспрессионисты, использовали фигуру, под влиянием искусства «старых мастеров» и историческая живопись, в частности Ларри Риверс (1923—2002) и Грейс Хартиган (1922—2008). Для многих других фигура служила предметом репрезентативной портретной живописи: Элен де Кунинг (1918—1989), Балкомб Грин (1904—1990), Роберт Де Ниро-старший (1920—1993), Файрфилд Портер (1907—1975), Грегорио Престопино (1907—1984), Лестер Джонсон, (1919—2010 годы); Джордж Макнейл (1909—1995), Генри Горски (1918—2010), Роберт Гудно (1917—2010) и Эрл М. Пилигрим (1923—1976).
Наконец, были те, кто использовал фигуру в своих собственных версиях аллегорической или мифической живописи. В этих случаях фигура служила стилистическим элементом, напоминающим немецких экспрессионистов, но с героической шкалой абстрактных экспрессионистов[28]. Среди художников этой категории были: Ян Мюллер (1922—1958); Роберт Бошам (1923—1995), Николас Марсикано (1914—1991), Боб Томпсон (1937—1966), Эцио Мартинелли (1913—1980), Ирвинг Крисберг (1919—2009).

## Фигуративисты-партизаны: 1950—1964
«В военные годы и в 1950-е годы, — пишет Джудит Э. Стейн, — широкая публика крайне подозрительно относилась к абстракции, которую многие считали „неамериканской“. Критик Клемент Гринберг успешно оспаривал негативную реакцию общественности на абстракцию. Его попытка пообщаться с нью-йоркскими фигуративистами пятидесятых годов оказалась менее успешной». В 1960 году Томас Б. Хесс писал: "«Новая фигуративная живопись», которую некоторые ждали как ответ против абстрактного экспрессионизма, но он был заложен в ней с самого начала и она является одним из его продолжении».
В 1953 году был основан журнал «Reality» «чтобы защищать право любого художника рисовать любым способом, которым он хочет». Эту миссию поддерживала редакция журнала, в которую входили Изабель Бишоп (1902—1988), Эдвард Хоппер (1882—1967), Джек Левин (1915—2010), Рафаэль Сойер (1899—1987) и Генри Варнум Пур (1888—1970).
Скульптор Филипп Павия стал «партизанским издателем» It is. Magazine for Abstract Art (Это. Журнал для абстрактного искусства), который он основал в 1958 году. В открытом письме Лесли Кацу, новому издателю журнала Arts Arts, он писал: «Я умоляю вас помочь представителю изобразительного искусства. Художникам, почти абстракционистам, а не абстракционистам, нужен чемпион в наши дни».
Хотя ни один из этих фигуративных сторонников не имел такого уровня влияния, как Клемент Гринберг или Гарольд Розенберг, они были признаны критиками радикалами, «представляющими [новое] поколение, для которого фигуративное искусство было в некотором смысле более революционным, чем абстракция».
Литературный историк Марджори Перлофф привела убедительный аргумент в пользу того, что стихи Фрэнка О’Хара о произведениях Гараси Хартиган и Ларри Риверса доказали, что «он действительно лучше писал произведения, которые сохраняют хотя бы некоторую форму, чем чистые абстракции». Грейс Хартиган, Ларри Риверс, Элен де Кунинг, Джейн Фрейлишер, Роберт Де Ниро-старший, Феликс Пасилис, Вольф Кан и Марсия Маркус — художники, откликнувшиеся на «подобный сирены песни, зов природы». О’Хара объяснил он себя в «Nature and New Painting», 1954. Он утверждал, что нью-йоркские фигуративные экспрессионисты принадлежат к абстрактному экспрессионизму, указывая, что они всегда занимали сильную позицию против подразумеваемого протокола, «будь то в музее Метрополитен или в клубе художников».